# Batizfalvy János
Batizfalvy János, születési és 1935-ig használt nevén Batisweiler János (Fehértemplom, 1895. november 30. – Szeged, 1960. november 22.) magyar nőgyógyász, egyetemi tanár; az orvostudományok kandidátusa (1952).

## Élete
Batizfalvy János (1866–1946) főszámtisztviselő és Heim Etelka (1874–1946) fiaként született hétgyermekes családban a Temes vármegyei Fehértemplomban. A Budapesti I. kerületi Magyar Királyi Állami Főgimnáziumban érettségizett (1915). 1915-től 1920-ig a Budapesti Tudományegyetem Orvostudományi Karán végezte tanulmányait, ahol 1920 novemberében orvosdoktori oklevelet szerzett. 1918 és 1922 között a Budapesti Tudományegyetem, illetve az egyetem átszervezését követően a Pázmány Péter Tudományegyetem I. sz. Kórbonctani Intézetében Buday Kálmán asszisztenseként működött. 1922 és 1926 között a II. számú Nőgyógyászati Klinika gyakornoka, 1926 és 1929 között egyetemi tanársegéde, 1929 és 1939 között egyetemi adjunktusa és 1934-től egyetemi magántanára (szülészeti műtéttan tárgykörből), egyúttal – 1926 és 1939 között – a Klinika mellett létrehozott Szövettani és Bakteriológiai Laboratórium vezetője volt. 1926–27-ben mint ösztöndíjas a hamburgi és a kieli klinikán folytatta tanulmányait.
1939–1940-ben a szegedi Horthy Miklós Tudományegyetem, illetve a Szegedi Tudományegyetem nyilvános rendkívüli, 1940 és 1951 között nyilvános rendes tanára és 1939 és 1959 között a Szülészeti és Nőgyógyászati Klinika igazgatója (1944 novembere és 1947 májusa között Polgár István vezette az intézményt). 1942 és 1944 között megalapította a Délvidéki Szemle című lapot, melynek ez idő alatt felelős kiadója és szerkesztőbizottságának tagja volt. A második világháború után az igazolóbizottság állásvesztésre ítélte, de később tanszékét visszakapta (1947).
Az Orvos-Egészségügyi Szakszervezet Nőgyógyász Szakcsoportjának 1947-től vezetőségi tagja, illetve alelnöke, az általa alapított Dél-magyarországi Nőgyógyász Szakcsoportnak elnöke volt haláláig. 1939 és 1959 között a Magyar Nőorvosok Lapja szerkesztőbizottságának tagja volt.
A szülészet és nőgyógyászat számos fontos kérdésével, különösen a nőgyógyászati urológiával foglalkozott. A szegedi klinikán bevezette a posztoperatív osztályt, az úgynevezett izolált újszülött osztályt, valamint ingyenes terhesambulanciát indított. Új, áttörő eredményeket ért el a méhrák műtéti kezelésében, továbbá jelentős kutatásokat végzett a női nemiszervi tuberkulózis patogenezisének és klinikai jellemzőinek vizsgálatában.
Az 1930-as években kezdte el gyűjteni az orvosi érméket, majd 1937-ben belépett a Magyar Numizmatikai Társulatba, ahol kapcsolatba került Huszár Lajossal, Faludi Gézával és Varannai Gyulával, akik segítségére voltak e gyűjtési ág kiterjesztésében. Összeköttetései voltak jelentős hazai és külföldi éremművészekkel, gyűjtőkkel és műkereskedőkkel. Gyűjteményét kiterjesztette a kultúrtörténeti érmekre is és végakarata szerint a szegedi klinikára hagyományozta és annak őrzését a klinika mindenkori igazgatójának feladatává tette. Tanítványai 1955-ben emlékérmet készíttettek Madarassy Walter éremművésszel.
Felesége Fürst Erzsébet (1890–1976) volt, Fürst Miksa és Fischer Mária lánya, akivel 1945. április 26-án Hódmezővásárhelyen kötött házasságot.
A szegedi belvárosi temetőben kísérték utolsó útjára.

## Díjai, elismerései
- A felsőoktatás kiváló dolgozója (1953)

## Főbb művei
- A heveny gyomortágulatokról. Magyar Orvosi Archivum, 1919
- Érdekesebb lefolyású sugárgombabetegség. (Orvosi Hetilap, 1922, 27.)
- A streptothrix okozta pyaemiáról. (Orvosi Hetilap, 1924, 3.)
- A petefészek tömlős pajzsmirigydaganatairól. Struma ovaris cystica. (Orvosi Hetilap, 1925, 28.)
- A méh adenornyomás polypusairól. (Orvosi Hetilap, 1925, 29.)
- A méhenkívüli terhesség nem operálthalálos eseteiről. (Orvosi Hetilap, 1927, 3–5.)
- A méhnyak értágulatairól és szüléssel kapcsolatos életveszélyes vérzéseiről. (Orvosi Hetilap, 1931, 45.)
- A terhességi anaemia pathologiája és therapiája. (Orvosi Hetilap, 1932, 17.)
- A korai lepényleválással kapcsolatos vesebajok. (Orvosi Hetilap, 1933, 26.)
- A vér vizsgálatának jelentőségea gyermekágyi láz prognosisában. (Orvosi Hetilap, 1934, 10–11)
- Az uteroplacentáris apoplexiával járó korai lepényleválás pathológiája és sebészi therápiája. (Orvosképzés, 1936)
- A thrombopeniás purpura nőgyógyászati és szülészeti vonatkozásai. (Orvosképzés, 1938)
- A kürtcsonk terhessége. (Magyar Nőorvosok Lapja, 1938)
- A veseelégtelenség szülészeti és nőgyógyászati vonatkozásai. (Magyar Urológia, 1939)
- Női munka és női betegségek. (Orvosképzés, 1939, 1.)
- A veseelégtelenség szülészeti és nőgyógyászati vonatkozásai. (Magyar Urológia, 1940)
- A császármetszés javallatainak és műtéti módjainak újkori fejlődése Szegeden. (Magyar Nőorvosok Lapja, 1948)
- Végbélszűkület nőgyógyászati megoldása. (Orvosi Hetilap, 1949, 19.)
- Szülészeti műtéttan. Egyetemi jegyzet. Budapest, 1951
- A Bracht-féle eljárás alkalmazása Magyarországon. (Orvosi Hetilap, 1951, 21.)
- A női genitalis tuberculosis pathológiája és therápiája. Bukovinszky Lászlóval. (MTA Orvostudományi Osztálya Közleményei, 1952)
- Klinikai megfigyelések erythroblastosis foetalis kapcsán. Többekkel. (Orvosi Hetilap, 1952, 7.)
- Pruritus, leukoplakia és kraurosis vulvae. (Orvosi Hetilap, 1952, 34.)
- A petefészektályog, mint önálló kórkép. (Magyar Nőorvosok Lapja, 1952)
- A petefészek sugárgomba betegsége. (Orvosi Hetilap, 1955, 5.)
- A kezdődő méhnyakrák felismerése és kezelése. (Orvosi Hetilap, 1955, 36.)
- A hólyagsipolyok gyógyítása. Boros Imrével. (Magyar Nőorvosok Lapja, 1956)
- A női genitális tuberkulózis. (Orvosi Hetilap, 1957; németül, franciául és angolul: Therapia Hungarica, 1958)
- A méhnyakrák gyógyulási eredményei a szegedi női klinikán 1940–1952. Palánkai Gellérttel. (Magyar Onkológia, 1959)
- Kísérletes méhtuberkulózis nyúlban. Többekkel. (Tuberkulózis, 1960)